# قليل السكاريد الزايلوي

سكريات زيلو أليجو (Xylooligosaccharides) هو المركب المبلمر لسكر زيلوز (xylose)